# Saint-Germain-de-Confolens
Saint-Germain-de-Confolens – miejscowość i dawna gmina we Francji, w regionie Nowa Akwitania, w departamencie Charente. W dniu 1 stycznia 2016 roku z połączenia dwóch ówczesnych gmin – Confolens oraz Saint-Germain-de-Confolens – utworzono nową gminę. Siedzibą gminy została miejscowość Confolens, a nowa gmina przyjęła jej nazwę. W 2013 roku populacja Saint-Germain-de-Confolens wynosiła 91 mieszkańców. 